# Nokia 1616
Il Nokia 1616 è un telefonino prodotto dall'azienda finlandese Nokia.

## Caratteristiche
- Dimensioni: 107 × 45 × 15 mm
- Massa: 79 g
- Risoluzione display: 96 × 68 px a 65 536 colori
- Durata batteria in conversazione: 8 ore
- Durata batteria in standby: 540 ore (22 giorni)
- Memoria interna: 4Mb

## Funzioni Base
- Rubrica: 500 numeri (memoria del telefono)
- Vibracall: Si
- Vivavoce: Si
- Scrittura facilitata: Si

## Multimedia
- Loghi: Si
- Suonerie polifoniche: Si (32 toni)
- Formati suonerie: MP3, MIDI
- Giochi: Si
- Screensaver: Si
- Radio FM: Si

## Hardware e sistema operativo
- Sistema operativo: Proprietario
- Versione: UI S30